# マンノースイソメラーゼ
マンノースイソメラーゼ(Mannose isomerase、EC 5.3.1.7)は、以下の化学反応を触媒する酵素である。
D-マンノース{\displaystyle \rightleftharpoons }D-フルクトース
従って、この酵素の基質はD-マンノース、生成物はD-フルクトースである。
この酵素は、異性化酵素、特にアルドースやケトースを相互転換する分子内酸化還元酵素に分類される。系統名は、D-マンノース アルドース-ケトース-イソメラーゼ(D-mannose aldose-ketose-isomerase)である。この酵素は、フルクトース及びマンノースの代謝に関与している。